# Parabradya dilatata
Parabradya dilatata är en kräftdjursart som beskrevs av Georg Ossian Sars 1904. Parabradya dilatata ingår i släktet Bradya, och familjen Ectinosomatidae. Arten är reproducerande i Sverige.